# Winfried Brugger

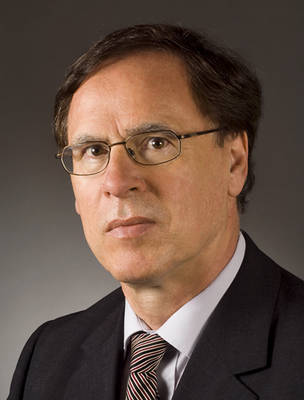
Winfried Brugger (2009)

Winfried Brugger (* 26. Februar 1950 in Tettnang; † 13. November 2010 in Heidelberg) war ein deutscher Rechtswissenschaftler.

## Leben
Nach seinem Abitur am Graf-Zeppelin-Gymnasium in Friedrichshafen 1968 studierte Brugger von 1968 bis 1973 und von 1976 bis 1979 unter anderem Rechtswissenschaft, Philosophie und Soziologie an den Universitäten München und Tübingen. Seine juristischen Staatsexamina legte er 1973 und 1976 ab. Danach war er von 1976 bis 1983 wissenschaftlicher Assistent an der Juristischen Fakultät der Universität Tübingen.
1980 wurde er dort bei Otto Bachof mit einer Arbeit zu Max Weber summa cum laude zum Dr. iur. promoviert. In den Jahren 1980 und 1981 studierte er dann Rechtswissenschaft an der University of California in Berkeley und erwarb den Master of Laws. 1986 wurde er nach seiner Habilitation Privatdozent für Öffentliches Recht und Rechtsphilosophie an der Universität Tübingen.
Seit 1992 war er ordentlicher Professor für Öffentliches Recht, Rechtsphilosophie und Allgemeine Staatslehre an der Universität Heidelberg. Daneben war er häufig als Gastprofessor an Rechtsfakultäten der USA tätig, insbesondere an der Georgetown University. Er starb am 13. November 2010 mit 60 Jahren nach kurzer schwerer Krankheit. Sein Nachfolger in Heidelberg wurde Martin Borowski.
Brugger war Mitherausgeber der Fachzeitschrift Der Staat und seit 2006 Vorsitzender der Deutschen Sektion der Internationalen Vereinigung für Rechts- und Sozialphilosophie (IVR). Ferner war Brugger Mitglied der Deutschen Gesellschaft zur Erforschung des Politischen Denkens (DGEPD).

## Werk
Winfried Brugger forschte und publizierte schwerpunktmäßig in den Bereichen Menschenrechte, Meinungsfreiheit, Kommunitarismus, Verfassungsvergleichung und Anthropologie, sowie zu den Grundlagen und Grenzen des Rechts. Im Bereich Menschenrechte analysierte er das „Menschenbild der Menschenrechte“ über die fünf Elemente „eigenständige, sinnhafte, verantwortliche Lebensführung“, die eine Systematisierung der Menschenbildformel des Bundesverfassungsgerichts darstellen. Bei der Meinungsfreiheit stehen vor allem Arbeiten über ihre philosophische Grundlagen bei Kant und Mill im Vordergrund sowie rechtsvergleichende Analysen zum Umgang mit hate speech, in deutscher Terminologie Volksverhetzung oder Hassrede. Kommunitarismus wird oft in Entgegensetzung zu Liberalismus beschrieben, was laut Brugger eine Fehleinschätzung ist, die nur auf den „konservativen Kommunitarismus“, nicht aber auf den interessanteren und intellektuell attraktiveren „liberalen Kommunitarismus“ zutrifft. In zahlreichen Arbeiten verglich er die Verfassung der USA mit dem Grundgesetz. Zentral waren folgende Aspekte: Die US-Verfassung präsentiert das klassische Modell einer demokratisch ausgerichteten Organisationsverfassung mit klar definierten Grenzen (Bill of Rights); das Grundgesetz steht für deren Anreicherung durch Staatsziele und objektive Grundrechtsfunktionen und eine noch aktivere Verfassungsgerichtsbarkeit. Bruggers Arbeiten zur Anthropologie sind schwerpunktmäßig angesiedelt im „anthropologischen Kreuz der Entscheidung“, das sich bei allen hard cases „schwierigen Fällen“ (Ronald Dworkin) im persönlichen wie politisch-rechtlichen Leben ergibt, wenn unterschiedliche Impulse von unten (Grundbedürfnisse), oben (Ideale), hinten (Biographie) und vorne (Zweckbestimmungen, Mittel-Zweck-Analysen) den Akteur bedrängen und ihm seinen Charakter als Subjekt vor Augen führen. Das Kreuz der Entscheidung kann analytisch und komparativ aus der Beobachterperspektive eingesetzt werden, um Charakterstrukturen von Personen, Institutionen oder Texten zu untersuchen. Es kann aber auch normativ von dem Akteur, der gut beraten ist, eingesetzt werden, jedenfalls strukturell alle vier Perspektiven zu berücksichtigen, bevor er eine Entscheidung fällt; das trifft auch auf institutionelle Akteure zu. Äußerst umstritten sind Bruggers Thesen zur sogenannten Rettungsfolter. Er vertrat seit 1995 die Ansicht, dass es in eng umgrenzten Ausnahmesituationen zu einem Konflikt der in Art. 1 Grundgesetz uneingeschränkt geschützten Menschenwürde des einen (z. B. des Entführers) mit der Würde des anderen (z. B. des Opfers) kommen könnte. Dies mache eine Abwägung erforderlich, bei der die Würde des Angreifers ausnahmsweise zurücktreten muss gegenüber dem Schutzanspruch des Opfers aus der Menschenwürde. In solchen eng umschriebenen Ausnahmefällen kann es daher gerechtfertigt sein, polizeirechtlich verantwortliche Personen zu foltern.
Das Werk Bruggers entfaltet große internationale Wirksamkeit. Besonders die Arbeiten zu seiner wichtigsten wissenschaftlichen Erkenntnis, dem idealtypischen „anthropologischen Kreuz der Entscheidung“, wurden in zahlreiche Sprachen übersetzt, u. a. ins Chinesische, Englische, Polnische, Türkische und Portugiesische.

## Schriften (Auswahl)

### Monographien
- Liberalismus, Pluralismus, Kommunitarismus. Studien zur Legitimation des Grundgesetzes, Baden-Baden 1999. ISBN 3-7890-6215-4.
- Das anthropologische Kreuz der Entscheidung in Politik und Recht, Baden-Baden, 2. Aufl. 2008. ISBN 978-3-8329-3697-6.
- Freiheit und Sicherheit. Eine staatstheoretische Skizze mit praktischen Beispielen, Baden-Baden 2004. ISBN 3-8329-0808-0.
- Demokratie, Freiheit, Gleichheit. Studien zum Verfassungsrecht der USA, Berlin 2002. ISBN 3-428-10827-2.
- Einführung in das öffentliche Recht der USA, 2. Aufl., München 2001. ISBN 3-406-47704-6.
- Religion in the Public Sphere. A Comparative Analysis of German, Israeli, American and International Law (zusammen herausgegeben mit Michael Karayanni), Berlin/Heidelberg 2007. ISBN 978-3-540-73355-3.
- Rechtsphilosophie im 21. Jahrhundert. Frankfurt a. M.: Suhrkamp, 2008 (herausgegeben mit Ulfrid Neumann und Stephan Kirste). ISBN 978-3-518-29494-9.

### Aufsätze
- Konkretisierung des Rechts und Auslegung der Gesetze, in: AöR 119 (1994), S. 1 ff.
- Darf der Staat ausnahmsweise foltern?, in: Der Staat 35 (1996), S. 67–97.
- Vom unbedingten Verbot der Folter zum bedingten Recht auf Folter?, in: JZ 55 (2000), S. 165 ff.
- Kommunitarismus als Verfassungstheorie des Grundgesetzes, in: AöR 123 (1998), S. 337 bis 374.
- Kampf um die Verfassungsgerichtsbarkeit: 200 Jahre Marbury v. Madison, in: JuS 2003, S. 320 ff.
- Communitarianism as the social and legal theory behind the German Constitution, in: I-Con 2 (2004), 431–460.
- Das anthropologische Kreuz der Entscheidungen in Politik und Recht, in: ZfP 2005, S. 261 ff.
- Zur Rationalität des Kommunitarismus und zu seiner Bedeutung für die Verfassung Deutschlands und Europas, in: Ralf Elm (Hrsg.): Vernunft und Freiheit in der Kultur Europas, Freiburg/München 2006, S. 383 ff.
- Protection or prohibition of aggressive speech? Arguments from the liberal and communitarian perspectives, in: Paul van Seters (Hrsg.): Communitarianism in law and society, 2006, S. 163–200.
- Varianten der Unterscheidung von Staat und Kirche. Von strikter Trennung und Distanz über gegenseitiges Entgegenkommen bis zu Nähe, Unterstützung und Kooperation, in: AöR 132 (2007), S. 4 ff.
- Dignity, Rights, and Philosophy of Law within the Anthropological Cross of Decision-Making, in: German Law Journal, No. 10 (1 October 2008; www.germanlawjournal.com).
- The Treatment of Hate Speech in German Constitutional Law (Part I) and (Part II).
- § 186. Angloamerikanischer Einfluß auf die Grundrechtsentwicklung in Deutschland, in: Josef Isensee, Paul Kirchhof (Hrsg.): Handbuch des Staatsrechts der Bundesrepublik Deutschland, Bd. IX: Allgemeine Grundrechtslehren, C.F. Müller, Heidelberg, 3. Auflage 2011, S. 121–186.